# Ханнула, Мика
Мика Стефан Ханнула (швед. и фин. Mika Stefan Hannula, родился 2 апреля 1979 года в Стокгольме) — шведский хоккеист, правый нападающий, чемпион мира и олимпийский чемпион 2006 года.

## Карьера

### Клубная
Начинал карьеру в молодёжных командах «АИК» из Сольны и «Юргорден», также играл в Финляндии в молодёжной команде «Лукко». В сезоне 1998/99 он провёл один год в команде «Лидингё» из шведского первого дивизиона, а затем ещё год в «Хаммарбю» в рамках Аллсвенскана, второй шведской лиги. Летом 2000 года правого нападающего подписал клуб «Мальмё Редхоукс», в котором он играл до конца сезона 2002/2003. В 2002 году на драфте НХЛ он был выбран в 9-м раунде под номером 269 клубом «Миннесота Уайлд», однако сыграть за этот клуб ему так и не удалось — в США он выступал только за их фарм-клуб «Хьюстон Аэрос». В составе «самолётов» он сыграл 67 игр в сезоне 2003/2004. Через год Ханнула покинул Северную Америку и вернулся в «Мальмё Редхоукс», чтобы провести ещё один год в Элитсерии. С 2005 по 2007 год он выступал в составе крепкой команды «ХВ71» из Йёнчёпинга.
В конце сезона 2006/2007 выступал за ярославский «Локомотив». С 2007 по 2010 год с небольшим перерывом выступал в России. Сначала его выкупил СКА, за который он провёл 55 игр и набрал 15 очков (8 голов и 7 голевых передач). Летом 2008 года перешёл в ЦСКА. Осенью 2009 года начал сезон в «Юргордене», но вернулся в Россию в январе 2010 года. В составе уфимского «Салавата Юлаева» завоевал Кубок Континента, а в мае стал игроком магнитогорского «Металлурга», но за уральскую команду сыграл всего одну игру. В конце октября 2010 года покинул команду, а в январе 2011 года вернулся в «Юргорден». В 2011 году сыграл в составе МОДО, в конце года было объявлено о его переходе в финский «Эспоо Блюз». В январе 2013 года перешёл из «Эспоо Блюз» в другой финский клуб — столичный «ХИФК».
С 2014 года — игрок немецкого клуба «Кёльнер Хайе».

### В сборной
В составе сборной Швеции сыграл на чемпионатах мира 2003 и 2006 годов, а также на Олимпиаде в Турине. В Финляндии в 2003 году стал серебряным призёром, в Латвии в 2006 году стал чемпионом мира, а несколькими месяцами ранее завоевал и олимпийское золото Турина.

## Семья
Отец — финн по национальности. Есть младший брат Ронни (родился в 1986 году), также профессиональный хоккеист.

## Награды и достижения

### Клубные
- 2002: Участник матча всех звёзд Элитсерии
- 2010: Обладатель Кубка Континента

### В сборной
- Вице-чемпион мира 2003 года
- Олимпийский чемпион 2006 года
- Чемпион мира 2006 года

## Статистика

### Международные соревнования
| Год                | Сборная            | Турнир             | Место              |    | И | Г | П | О  | +/- | Штр |
| ------------------ | ------------------ | ------------------ | ------------------ | -- | - | - | - | -- | --- | --- |
| 2003               | Швеция             | ЧМ                 |                    | 9  | 2 | 0 | 2 | +3 | 2   |     |
| 2006               | Швеция             | ОИ                 |                    | 8  | 0 | 0 | 0 | 0  | 2   |     |
| 2006               | Швеция             | ЧМ                 |                    | 8  | 4 | 1 | 5 | +3 | 35  |     |
| Всего (на ЧМ и ОИ) | Всего (на ЧМ и ОИ) | Всего (на ЧМ и ОИ) | Всего (на ЧМ и ОИ) | 25 | 6 | 1 | 7 | +6 | 39  |     |